# Hayashi Hiromori
 (février 2018).
Si vous disposez d'ouvrages ou d'articles de référence ou si vous connaissez des sites web de qualité traitant du thème abordé ici, merci de compléter l'article en donnant les références utiles à sa vérifiabilité et en les liant à la section « Notes et références ».
Hayashi Hiromori (林 廣守), né le 28 décembre 1831 dans la province de Settsu et mort le 5 mars 1896 est un compositeur japonais, crédité pour avoir composé le Kimi ga yo, l'hymne national japonais.

## Biographie
Faisant partie de la cour impériale dès sa jeunesse, il s'installe à Tokyo avec la restauration Meiji et en 1875, contribue à la fusion des théories musicales occidentales et japonaises. La version finale de l'hymne national Kimi ga yo a été jouée pour l'anniversaire de l'empereur Meiji, le 3 novembre 1880. 
Les sources sont parfois contradictoires sur l'identité du compositeur, en raison du fait que l'auteur d'une pièce de musique (en tant que signataire) en Orient n'était pas une donnée transmise et indiquée sur les partitions. Selon l'historienne Emiko Onuki-Tierney « le compositeur est nominalement identifié comme étant Hayashi Hiromori, un musicien de la cour impériale, mais Oku Yoshiisa, qui travaillait sous sa direction, est sans doute celui qui a composé la partition, avec des arrangements ultérieurs de Franz Eckert (1852-1916) ». 
La mélodie créditée à Hayashi remplaçait un arrangement de John William Fenton, un musicien militaire irlandais, dont la musique avait été écartée en 1870. La cour adopte alors une nouvelle mélodie, composée par Oku Yoshiisa et Hayashi Akimori, ce dernier étant le fils de Hiromori Hayashi. Eckert l'adapte ensuite aux harmonies occidentales.